# Nikolai Fiodorovitch Fiodorov
Nikolai Fiodorovitch Fiodorov (em russo, Никола́й Фёдорович Фёдоров) (Kliuchi, 9 de junho de 1829 – Moscou, 28 de dezembro de 1903) foi um filósofo cristão ortodoxo, tendo sido um dos principais teóricos do Cosmismo, movimento filosófico russo do início do século XX. Defendia o uso de métodos científicos que possibilitassem a prolongação da vida, imortalidade humana e a ressuscitação de pessoas mortas.
Fedorov era um futurólogo que teorizava sobre a busca pela perfeição da raça e da sociedade humanas. De acordo com Bykova, suas ideias e escritos influenciaram um dos pioneiros na pesquisa espacial, o cientista Konstantin Tsiolkovski. Também influenciou o místico Peter Uspenski.
Bykova relata que Fedorov deu importantes contribuições para o pensamento russo, tendo sido apreciado por autores como Dostoievsky e Tolstoi. Ele era apelidado de 'O Sócrates de Moscou', devido a semelhanças que ele tinha com Sócrates.
De acordo com Bykova, Fiodorov era conhecido não apenas pelo seu estilo de vida incomum mas também por sua vida ascética, vivendo uma vida abnegada e dando auxílio financeiro à seus discípulos apesar de seu baixo salário.

## Biografia
No livros the Russian Cosmists, George M. Young registra Fedorov nasceu no vilarejo de Kliuchi na província de Tambov, no sul da Rússia. Era filho ilegítimo do Príncipe Pavel Ivanovich Gagarin com Elizaveta Ivanova, que tiveram, contando com Fiodorov, 4 filhos, 2 meninas e 2 meninos.
Fiodorov afastou-se de sua mãe após o casamento de seu pai.
Fiodorov trabalhou como professor por 14 anos.
Bykova afirma que "depois de [Fiodorov] mudar-se para Moscou em 1868, foi contratado pela primeira vez como assistente de bibliotecário na Biblioteca Chertkov de Moscou, e em 1874 tornou-se o bibliotecário no Museu Rumiantsev, aonde trabalhou por 25 anos".
Ainda de acordo com Bykova, este período de 25 anos foi o período da vida de Fiodorov onde ele mais produziu intelectualmente. Seus escritos circulavam apenas em pequenos fragmentos.

## Ideias
De acordo com Young em seu livro The Russian Cosmists, Fedorov argumentava que os problemas humanos giravam em torno do problema da morte, e somente a resolução do problema da morte resultaria na resolução adequada dos outros. Young ainda diz que Fedorov concentrou toda a sua escrita neste assunto. Young cita que Fedorov disse
| “ | Todas as filosofias, embora discordem de tudo o mais, concordam em uma coisa – todas reconhecem a realidade da morte, sua inevitabilidade, mesmo quando não reconhecem, como alguns o fazem, nada de real no mundo. Os sistemas mais céticos, duvidando até mesmo de si mesmos, se curvam diante do fato da realidade da morte. | ” |